# Блек Хок (Колорадо)
Блек Хок (енгл. Black Hawk) град је у америчкој савезној држави Колорадо.

## Демографија
По попису из 2010. године број становника је 118, што је 0 (0,0%) становника више него 2000. године.
| Група             | 2000.      | 2010.       |
| Белци             | 92 (78,0%) | 103 (87,3%) |
| Афроамериканци    | 4 (3,4%)   | 0 (0,0%)    |
| Азијати           | 0 (0,0%)   | 0 (0,0%)    |
| Хиспаноамериканци | 12 (10,2%) | 11 (9,3%)   |
| Укупно            | 118        | 118         |